# 天山乌鲁木齐河源1号冰川
天山乌鲁木齐河源1号冰川（简称：天山1号冰川、天山一号冰川或乌源一号冰川）是位于新疆天山中部天格尔峰二峰北侧的冰川，是乌鲁木齐河河源中最大的冰川。1959年开始建立观测站对冰山进行观测，在天山冰川站加入世界冰川监测中心（WGMS）后，天山1号冰川成为十座世界冰川监测中心设立的参考冰川之一。该冰川自观测以来一直在退缩，1993年该冰川分裂成两支独立的冰川系统。1997年以来冰川消融加速，物质平衡大幅亏损，平衡线高度明显上升。2017年起开始建设乌鲁木齐河水源地天山1号冰川保护区工程。

## 冰山信息

### 冰川的形成及条件

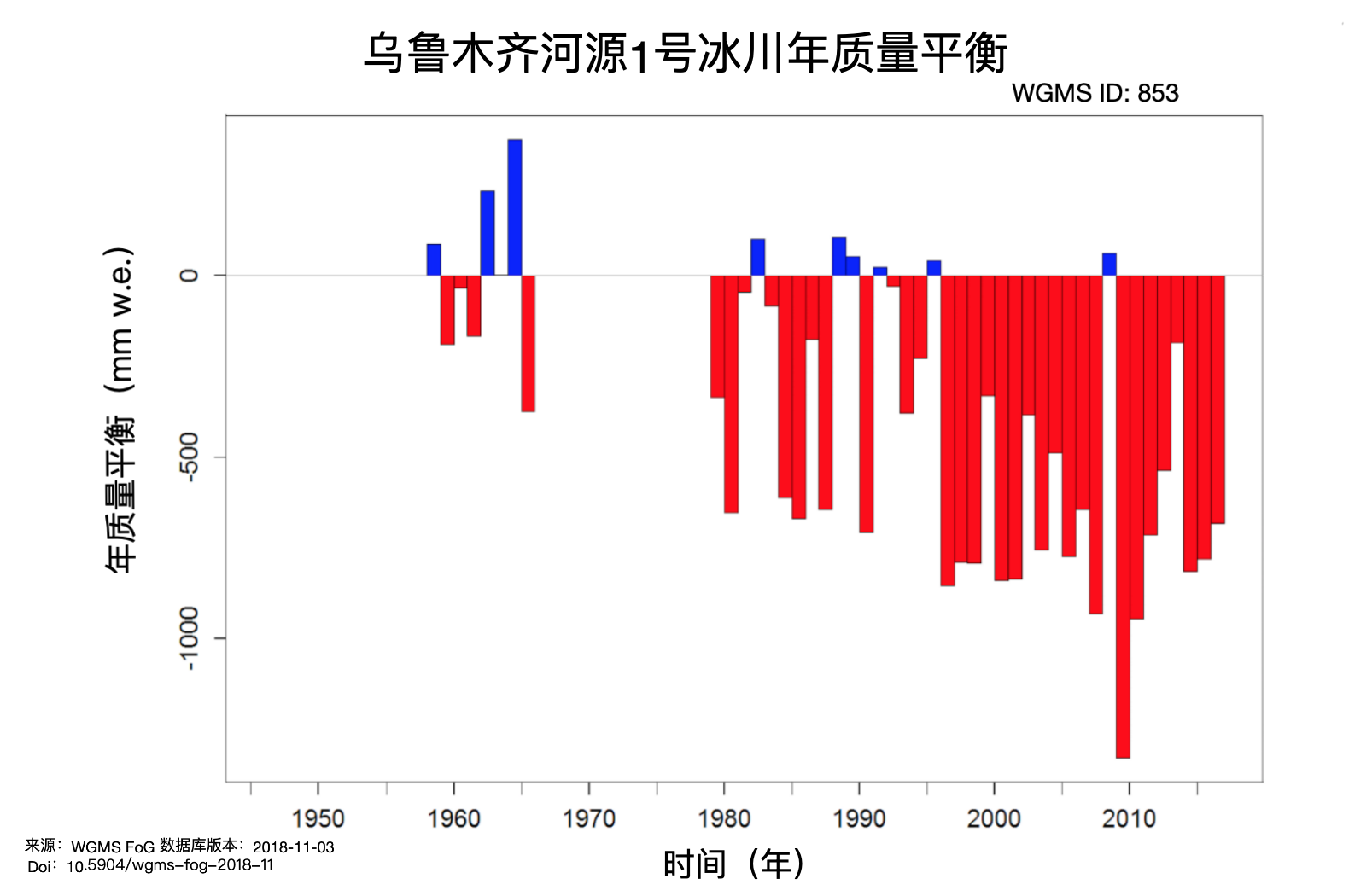
天山1号冰川年度物质平衡变化

包括天山1号冰川在内，坐落在乌鲁木齐河源大西沟的现代冰川拥有保存完好的末次冰盛期堆积和侵蚀的地貌地形。
这些冰川因为其多样的形态以及清晰的冰川侵蚀与沉积地形成为中国较早开展第四纪冰川研究的地点之一。古近纪的剥蚀面在新近纪和第四紀受到抬升作用，形成了现在天山山脉断块式山岭与山间盆地的地势。天山中部在第四纪有超过7000米的上升和下降总量，这导致了天山气温更低、降水更为丰富，为当地冰川的发育提供了良好的环境条件。

### 地理方位、地貌及冰川现状
天山乌鲁木齐河源1号冰川位于天山山脉中部天格尔峰二峰北坡，东北朝向。地处亚洲干旱和半干旱地区中心，距离海洋较远，离天山1号冰川最近的大洋是向南2500千米外的印度洋。冰川距离乌鲁木齐市市中心120千米，天山乌鲁木齐河源1号冰川是乌鲁木齐河源头地区发育的7条现代冰川之中面积最大的一条冰川，也是乌鲁木齐河的补给源头。天山1号冰川同时也是阿拉沟等其他河流的发源地。按形态天山1号冰川属于冰斗-山谷冰川，按冰川物理特性分类属于大陆型冰川。
天山1号冰川地形属于典型的侵蚀堆积地貌。在此冰川能看到不同的冰碛地貌，其中较为明显的是冰川末端有三道分别形成于公元1538±20年、1777±20年、1871±20年的终碛垄。天山1号冰川的冰蚀地貌有在其东北侧有一最长延长深度超过1.5公里，面积为1.62平方千米，斗口朝南的空冰斗。除此之外，天山1号冰川有拥有冰川擦痕的U型山谷、羊背石的冰蚀地貌表面，在附近也能看到刃脊、角峰的冰蚀地貌。
因常年处在退缩状态，天山1号冰川已经分为东、西两支冰川。东支面积1.068平方千米，最高点海拔4267米，最低点海拔3743米，长度为2.028千米，冰川厚度133米。西支表面积0.578平方千米，最高点海拔4484米，最低点海拔3845米，长度为1.714千米，冰川厚度108米。天山1号冰川成冰带可分为消融带、渗浸-冻结带和渗浸带。天山1号冰川常年被冻土环绕，土地类型为冰碛物粉砂土。
天山1号冰川的冰川运动具有四种已经确定的机制，分别为冰的变形，冰河床的变形，剪切断层的变化以及在冰河床上滑行。从速度上来看，天山1号冰川西支比东支速度快、速度变化幅度大而且两支运动速度方向大体相同，且两支冰川表面运动速度在同一断面上表现为从中间向两侧逐渐减少。两支冰川运动速度最大值均出现在5-7月，其中东支速度为0.3米每月，西支为0.4米每月，随后速度减小。东支9月份之后速度开始缓慢增大，西支则在12月以后开始回升。
1980年到1981年，科研人员曾在天山1号冰川末端挖掘出90米的人工冰洞。冰洞开挖后，发现在洞口15米的范围内底层冰体中有琥珀冰层的存在。下部冰层中存在有个体较小成层分布的气泡以及因冰层的剪切运动而出现的岩屑等细微土粒。冰洞开挖后，洞内出现大量裂隙，是因为两侧运动速度不一致所致。冰洞中底碛平整，冰体与底碛平顺相接界限分明。

### 水文信息

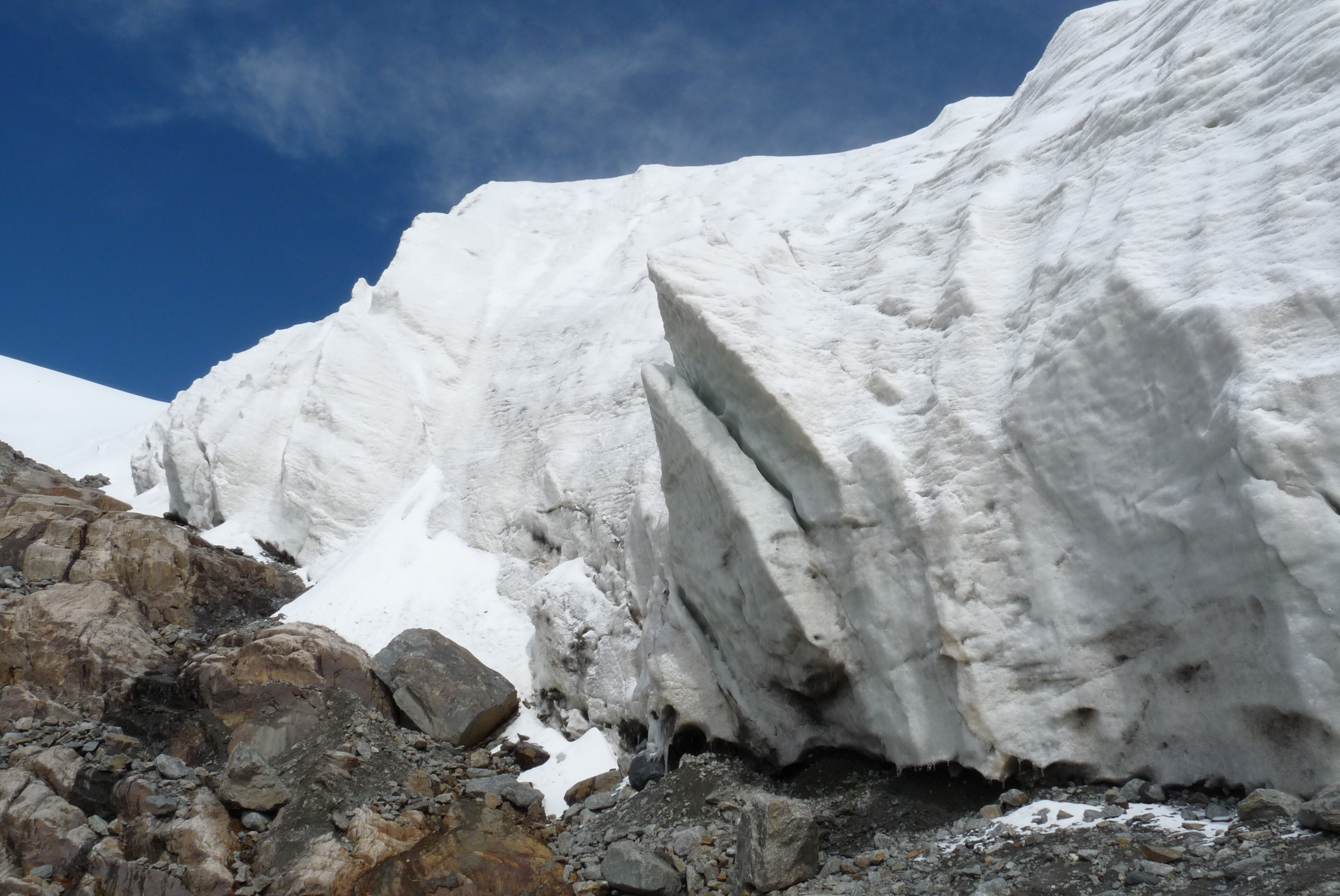
乌鲁木齐河源1号冰川（摄于2012年11月）

在2010/11的物质平衡年中，海拔高度为3539米的大西沟气象站测得该地区降水量为466毫米，在平衡线高度的降水量为500到700毫米。该站点年平均气温为零下4.2°C。2002年到2015年间，天山乌鲁木齐河源1号冰川的平衡线高度呈现上升趋势。1959年开始对天山1号冰川观测以来，该冰川一直处在退缩状态，1993年，两支冰舌完全分离成两条完全独立的冰川体系。到了二十世纪90年代中期，冰川退缩状态明显开始加速。到了2006年，相比于1962年时的冰川面积减少了14%，约0.3平方千米。到了2012年，天山1号冰川的面积较1975年减少了将近17%，约0.113平方千米。在2015/2016物质平衡年中，冰川表现出明显变薄以及质量损失。2016/2017物质平衡年虽然也体现出了冰川变薄及质量损失，但在程度上与前一年相比略有缓和。1959年到2010年，天山1号冰川积累区比率为46%。1号冰川一直处于后退状态。1962年到2010年间，天山1号冰川的冰川末端也一直在退缩，其中东支在1959年到2010年间减少199.3米，西支更是超过241米。天山1号冰川东、西两支冰川因地形、海拔、坡度坡向、规模等原因退缩状态不同，东支物质亏损大于西支且积累区比率下降幅度大于西支，但平衡线高度低于西支。冰川物质损失为河流径流量大量的水资源，1993年到2018年间乌鲁木齐河源1号冰川所覆盖的河流流域的平均年径流量是1959年到1992年的1.7倍。从1986年至2001年，天山1号冰川冰川融水径流增加了84.2%。1959年到2008年之间，额外补充给河流径流量大概是天山1号冰川年径流量的16倍。而融水径流中离子主要来自于风化的碳酸盐、黄铁矿和长石类矿物。
有学者根据稳定同位素追踪了冰川水分的来源。天山1号冰川的水分自于不同地区的夏季降水及冬季降雪，其中夏季降水对冰川的影响较大。在春天，天山1号冰川的水分来源主要来自于来自乌兹别克斯坦，哈萨克斯坦和中东。夏季时，则来源多来自吉尔吉斯斯坦和中国西北地区，到了秋天，大部分水分来自于中亚和哈萨克斯坦南部。而冬季水分来源主要受到西风和极地气团的影响。

### 生物种群

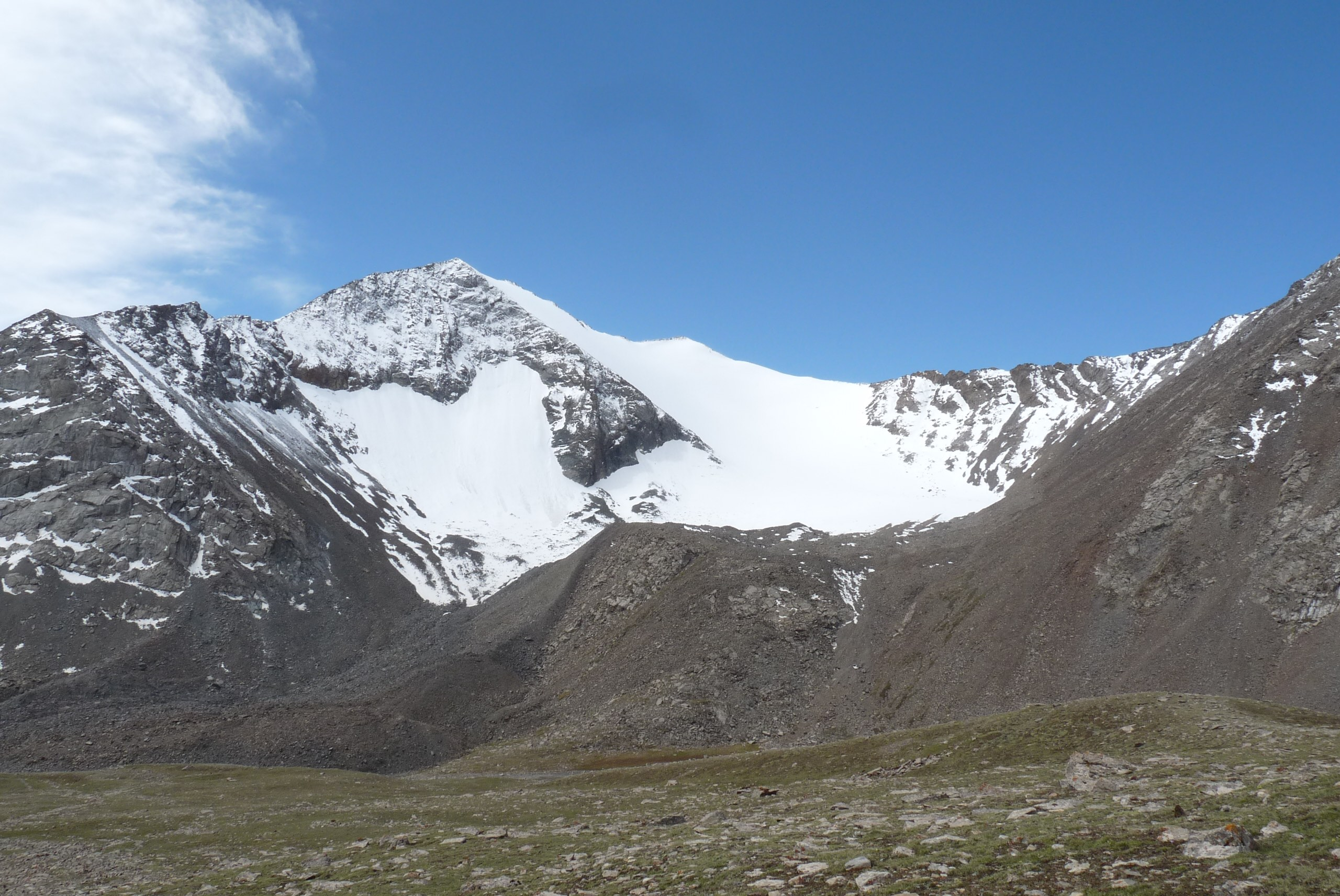
乌鲁木齐河源1号冰川远景（摄于2012年11月）

天山1号冰川属于高寒生态系统，生物链相对单一，生态系统脆弱。相比于天山1号冰川的退缩前沿，其表面粉尘具有更高含量的硝态氮、速效磷、速效钾以及有机物。天山1号冰川中表面粉尘的蓝细菌群落多样性指数相对较高。以颤藻目以及色球藻目为主，其中颤藻目席蓝细菌属具有优势度。天山1号冰川前缘土壤微生物群落生物的多样性指数随着演替时间增加而增加且未到达稳定状态，并且和土壤的年龄相关。天山1号冰川中融水可培养细菌群落可分为5个系统发育类群、8个属，此冰川的融水可培养细菌群落具有耐药性且大部分属于耐冷菌。以拟杆菌门和γ-变形菌具有优势度。另外，天山1号冰川共有5目、12科、24属的51种地衣，其中属于茶渍目的有10科、17属、42种。而从生长基物类型区分有藓丛、土层、草地、地面、石浮土、岩面、荒漠风滚、树皮及树枝、朽木9种类型。天山1号冰川沉积层和表面冰尘中的真菌类群共有26个真菌操作分类单元，主要是担子菌门、子囊菌门以及壶菌门。担子菌门和子囊菌门为优势菌种。但在属的水平下，具有较高丰度的真菌在两种环境下并不一样。另外有学者对前沿冻土活动层古菌群落的垂直分布有所研究。
天山1号冰川退缩地植物群落的演替过程具有由菊科到石竹科到禾本科到莎草科的特征，其中菊科、禾本科、石竹科和景天科一些种具有优势度，例如菊科的火绒草、黄头小甘菊、鼠麯雪兔子、萎软紫菀。天山1号冰川的高寒冰缘植物包括虎耳草属植物、红景天属植物、黄花夏至草、高山葶苈、高山紫菀、毛建草等植物，这些植物按垂直带区分，属于形体为适应高山恶劣且多变的生态坏境，整个植物紧缩为密实的垫状体的高山垫状植被。天山1号冰川也是被列为世界自然保护联盟濒危物种红色名录中“易危物种”的伊犁鼠兔的栖息地之一，该地区伊犁鼠兔的数量在减少。天山1号冰川也有盘羊、北山羊、狐狸、白鼬、雪鸡、旋壁雀等动物的活动踪迹，更是盘羊、北山羊的繁殖地。

## 影响

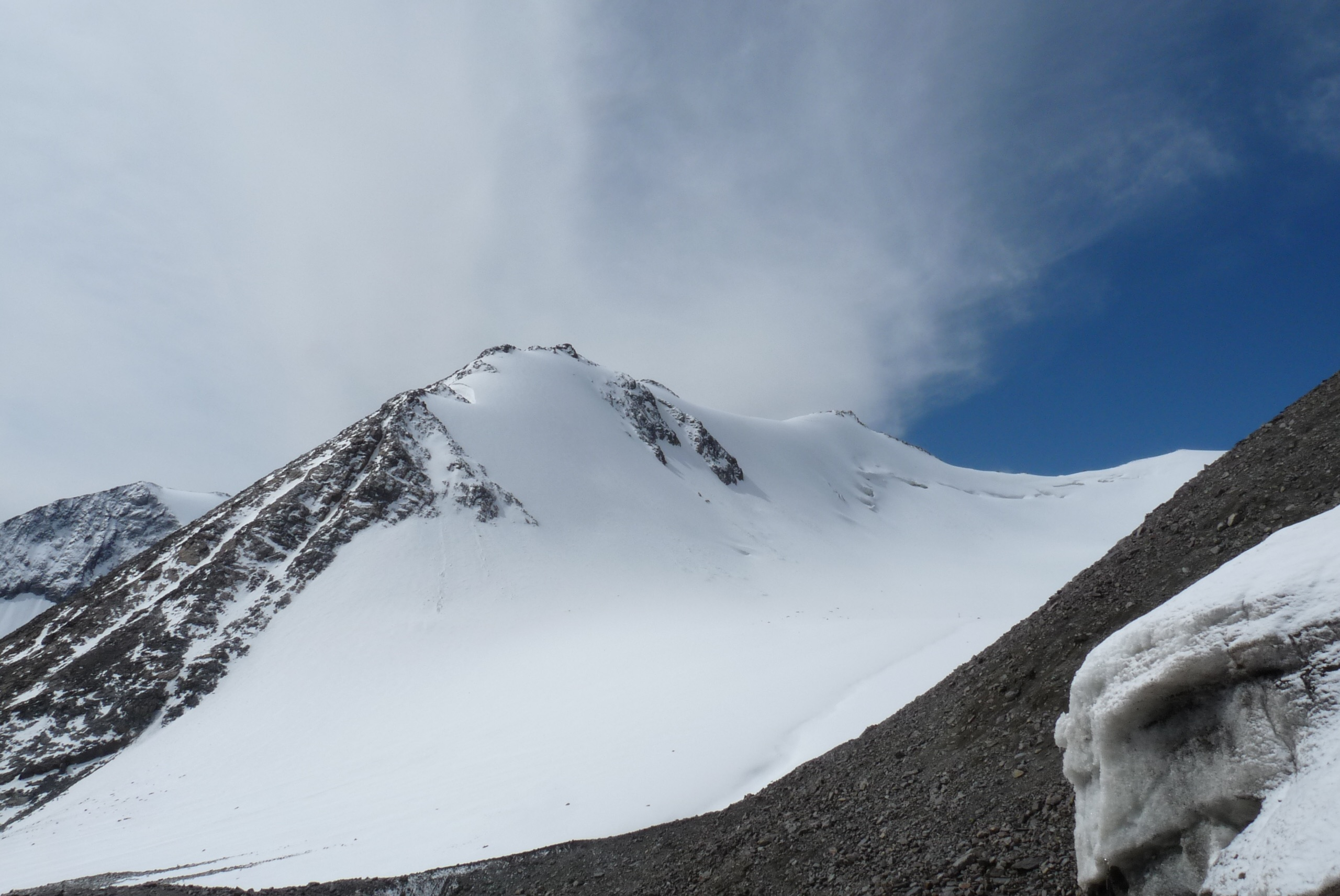
乌鲁木齐河源1号冰川高处（摄于2012年11月）

### 自然因素
在一些研究中，学者认为与欧洲和北美中部的冰川不同的是天山1号冰川的冰川物质平衡中积累（降水）和消融（高温）多在夏季出现，冬季则仅有少量降雪。冰川平衡线高度会受到气温及降水量的影响，在夏季如果温度升高1摄氏度，冰川平衡线高度将会上升大概61.7米。反之，若温度下降1摄氏度，平衡高度线则会下降61.7米。如果年降水量增加10%，平衡线高度则会下降13.1米。如果减少10%则会上升13.1米。1号冰川的大部分平衡线变化和夏季气温与降水有关，总体呈现上升的趋势。自1960年以来，乌河源1号冰川质量平衡一直在减少并且减少的速度在增加，到2016年，共有42个负质量平衡年和15个正质量平衡年。
关于对天山1号冰川的物质平衡的影响因子也有不同声音。有学者认为冬半季的降水量与夏半季的降水量几乎同等重要，影响冰川物质平衡的主要因素也包括积温。也有学者通过利用该冰川降水量、入射短波辐射、相对湿度和风速建立能量平衡模型，其结果显示冰川融化主要受到短波辐射控制，冰川的物质平衡对降雪的反照率非常敏感。而在天山1号冰川影响反照率的因素除了降雪之外，也包括云量的变化、黑炭颗粒、不溶性颗粒物例如成分包括有机质、无机矿物颗粒和微生物的冰尘。1号冰川在降雪后反照率变化不明显，但当冰层开始暴露的时候，反照率会发生明显变化，并且随着海拔增加而增加。

### 人类活动
天山1号冰川的退缩和乌鲁木齐市面积的扩张和人口的增长也有一定的关系。天山1号冰川曾作为旅游景点吸引着游客前往游览。每年6月到9月会有三千到五千的游客前往天山1号冰川，虽然新疆维吾尔自治区人民政府和乌鲁木齐市人民政府曾发布旅游禁令，但当地牧民依然设卡让游客进入天山1号冰川游玩。当地牧民会采集山上的雪莲、红景天等高寒植被进行贩卖。而前来的游客不仅游玩，一些人也会将饮料瓶、食品袋留在现场，同时也会出现游客对冰川的踩踏行为。这些行为导致当地植被受损、覆盖面积下降、自然恢复力也受到伤害。这些结果证明当地生态环境的承纳量不足以应对天山1号冰川的旅游活动。持续不断的旅游活动也对当地食物链、栖息以及繁殖环境产生负面影响，持续的负面影响最终可能导致当地物种多样性下降。
另一个对天山1号冰川有负面影响的人类活动是企业污染。火电厂、电石厂、水泥厂、石灰厂等工厂以及30多处煤矿坐落在天山1号冰川为源头的乌鲁木齐河沿岸。最近的工厂距离天山1号冰川仅40千米。这些工厂排放出或因采矿而产生的大气污染物以及下游居民产生的生活污染物都有可能因局地环流的被带到天山1号冰川，其中的化学成分可能在冰川中沉积。2005年，有学者对天山1号冰川冰芯中草酸根的含量进行过分析研究，并认为该物质主要来源是人类活动造成的大气污染，在冰芯中该物质的含量与新疆工业发展有着密切关系。除此之外，天山1号冰川附近的216国道也可能对冰川带来负面影响。216国道胜利达坂路段距离天山1号冰川仅1千米，自东向南斜穿过冰川核心区，而每日路过此路段的重型货车超过1700辆。大量重型货车路过所产生的扬尘、尾气以及对交通对气候的改变都会加剧冰川退缩并对周围生态环境产生负面影响。

## 模拟及预测
一些学者对天山1号冰川的冰川退缩情况进行了模拟和预测。有学者认为在2040年以前，天山1号冰川的冰川末端将会以较慢的速度退缩，冰川在这段期间会明显变薄。而2040年之后天山1号冰川冰川末端将加速退缩。另一项研究显示，到2050年时，天山1号冰川的冰川面积将变为1980年时期天山1号冰川的冰川面积的一半左右。而到了到2100年时，天山1号冰川将会失去80%的面积。该冰川的冰量将在2050年相比于1980年减少近80%，到2100年则减少92%。天山1号冰川的融水供应的临界点（水峰值）将会在2020年发生，之后的冰川融水径流将会减少很多。

## 监测与保护

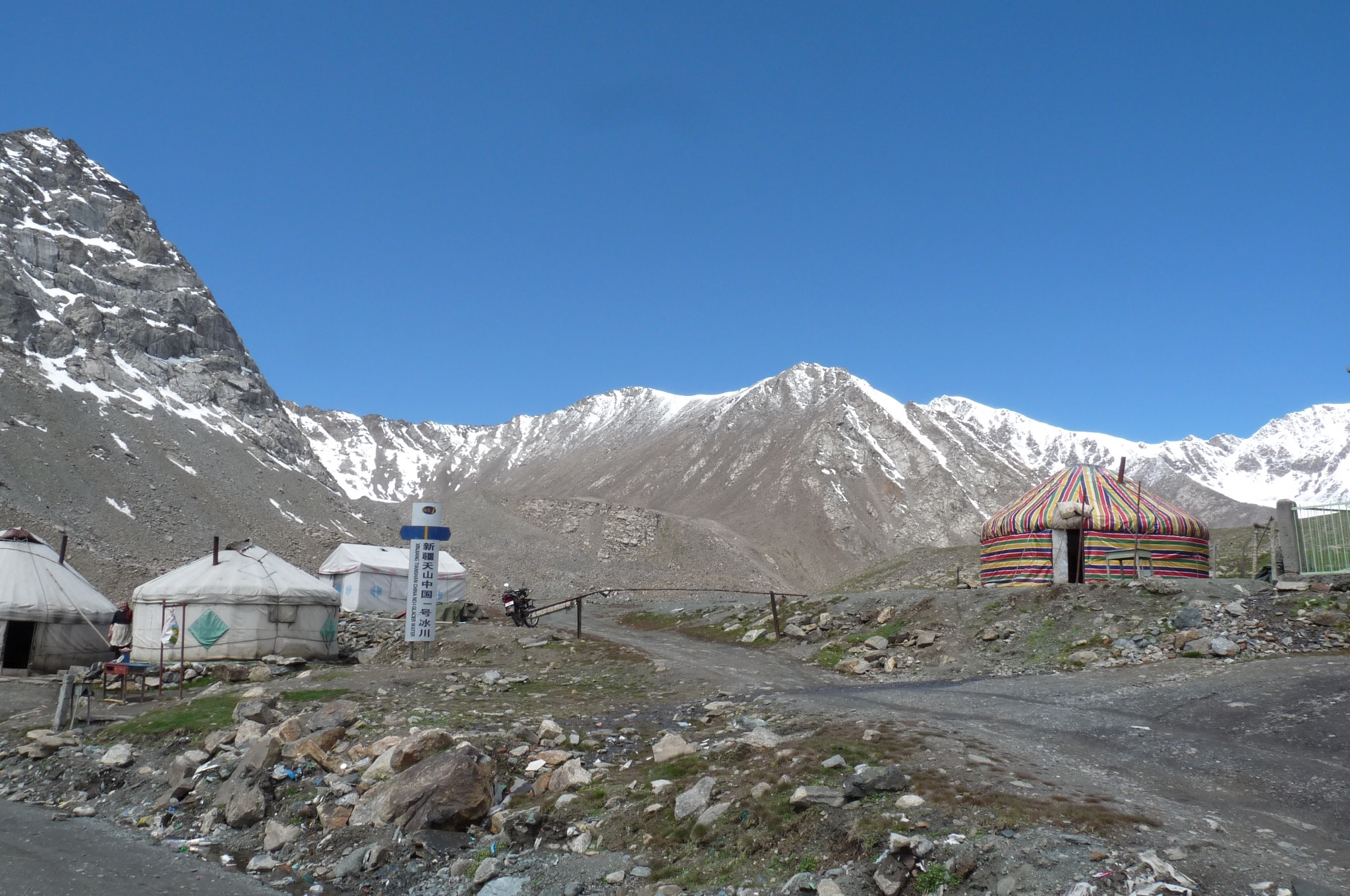
乌鲁木齐河源1号冰川标志（摄于2012年11月）

1958年6月，大西沟气象站建立在天格尔峰山腰，天山1号冰川脚下。对天山1号冰川的气象信息进行测量和记录。1959年到1960年期间，中国科学院高山冰雪利用研究队新疆队分为8个分队，对天山地区的冰川进行了大规模普查和实验工作。1959年，主要观测乌鲁木齐河源天山1号冰川的中国科学院天山冰川观测试验站由施雅风正式创建。该冰川曾被命名为“胜利大阪1号冰川”，后更名为“天山乌鲁木齐河源1号冰川”。1967年到1979年，观测曾因文化大革命等因素而中断。1982年天山冰川站成为世界冰川监测中心的一部分，天山1号冰川也成为全球重点观测研究的参照冰川之一。2010年，中国境内首个冰川监测塔在天山1号冰川区建成。2013年，天山冰川站也称为世界气象组织创建的全球冰冻圈监测网络的首批站点之一。天山1号冰川是中华人民共和国观测时间最长，且资料最为详尽的冰川。
2012年新疆维吾尔自治区两会期间，有自治区人大代表提议在天山1号冰川建立一个面积大概240平方公里的综合型自然保护区。2013年，自治区环保厅制定了关于天山1号冰川自然保护区划定框架方案。2014年4月，新疆维吾尔自治区人民政府决定建立天山1号冰川保护区域。2017年，乌鲁木齐河湖泊生态环境保护项目正式启动，该项目就包含乌鲁木齐河水源地天山1号冰川保护区工程。该项目耗资5.6亿元，天山1号冰川保护区地跨三个县市，总面积近950平方公里。另外，乌鲁木齐县政府为保护天山1号冰川以及建立体制机制保障，已申请建设南山冰川国家公园。
为减少人类行动对天山1号冰川的影响，自治区政府决定在“十三五”期间全面取缔冰川旅游，然而对于这一政策，也有质疑和担忧的声音。质疑的声音认为，冰川退缩主因是气候变化而非旅游活动。在科学和有效的管理下，冰川旅游是对冰川知识的普及、提升民众对环保和减排的认知的方法之一。为减少放牧对冰川的影响，当地政府根据核心区、缓冲区、实验区的不同功能，制定不同的保护和搬迁安置方案，并重新设计了牧民迁徙路线。在乌鲁木齐县对1号冰川域内的搬迁安置工作中，共征迁草场近万亩，建立围栏近9千米，平整土地4.1万平方米。自治区政府针对当地生产、矿产企业的管理也有所加强。从2016年开始，乌鲁木齐县已经开始关停1号冰川域内煤矿企业。2019年，县投资超9500万元，关停煤矿14处，关停砂场11家以及2家石灰石矿场。从2020年开始，乌鲁木齐县人民政府投入超1亿元人民币，对闭坑矿山进行生态恢复。面对216国道带来的影响，自治区政府对冰川附近路段进行了限行措施，交通、规划等部门对216国道改道方案进行了论证。2020年，随着禁牧禁游禁猎，停止矿产资源开发活动等保护方式的进行，1号冰川生态环境逐步改善。2015年以来，1号冰川周围的大型动物种群数量明显增加，雪豹数量稳定在了超过20只。20世纪90年代后在该地区绝迹的熊也出现在了1号冰川周围，北山羊、马鹿、野猪的数量也有所增长。

## 商业开采
2017年，在紧邻天山1号冰川的乌鲁木齐市沙依巴克区后峡，开始建设“天山一号冰川天然矿泉水生产基地”。